# Hollywood Rose
Hollywood Rose – amerykański zespół założony przez Axla Rose’a, Izzy’ego Stradlina i Chrisa Webera w 1983. Na koncertach pomagali im Rick Mars, Johnny Kreis, Steven Darrow i Andre Troxx.
Zespół początkowo nosił nazwę Rose, następnie został przemianowany na Hollywood Rose. W 1984 zespół (Rose, Stradlin, Weber i Kreis) nagrał demo złożone z pięciu utworów. Po wielu zmianach w składzie, które obejmowały zajęcie miejsca Webera i Kreisa przez Slasha i Stevena Adlera oraz odejście Stradlina, grupa rozpadła się tego samego roku.
Hollywood Rose połączyli się ponownie w 1985. Przyłączył się do nich były perkusista zespołu L.A. Guns, Rob Gardner. Założyciel L.A. Guns Tracii Guns zajął miejsce Webera z gitarą prowadzącą. Zmienili nazwę na Guns N’ Roses (połączenie nazw L.A. Guns oraz Hollywood Rose). Guns, Gardner i Beich ostatecznie zostali zastąpieni przez byłych członków Hollywood Rose, Slasha i Adlera, na koniec dołączył do nich też Duff McKagan (wcześniej Road Crew).

## Dyskografia
- The Roots of Guns N’ Roses (2004)

## Skład zespołu

### Obecni członkowie
- Jimmy Swan - śpiew
- Chris Weber – gitara prowadząca
- Matt Beal – gitara rytmiczna
- Donny Brook – gitara basowa
- Kaptain – perkusja

### Byli członkowie
- Axl Rose – śpiew
- Izzy Stradlin – gitara rytmiczna
- Johnny Kreis – perkusja
- Slash – gitara prowadząca
- Steven Adler – perkusja
- Rick Mars – gitara basowa
- Steve Darrow – gitara basowa
- Andre Troxx – gitara basowa